# Six Flags Over Texas
Koordinaten: 32° 42′ 18″ N, 97° 7′ 22″ W
Six Flags Over Texas ist ein amerikanischer Freizeitpark der bekannten Freizeitparkgruppe Six Flags. Der 86 Hektar große Park wurde am 5. August 1961 eröffnet. Er befindet sich in der Stadt Arlington im US-amerikanischen Bundesstaat Texas, 24 km westlich von Dallas entfernt.
Im Jahr 2002 wurde ein virtueller Nachbau des Parks im Computerspiel RollerCoaster Tycoon 2 verwendet.

## Attraktionen

### Achterbahnen
| Name                                  | Typ                                 | Hersteller           | Eröffnungsjahr |
| ------------------------------------- | ----------------------------------- | -------------------- | -------------- |
| Aquaman: Power Wave                   | Wasserachterbahn                    | Mack Rides           | 2023           |
| Batman The Ride                       | Inverted Coaster                    | Bolliger & Mabillard | 1999           |
| Joker                                 | 4th-Dimension-Coaster, Wing Coaster | S&S Worldwide        | 2017           |
| Judge Roy Scream                      | Holzachterbahn                      | unbekannt            | 1980           |
| Mini Mine Train                       | Familienachterbahn                  | Arrow Dynamics       | 1969           |
| Mr. Freeze Reverse Blast              | Launched Coaster, Shuttle Coaster   | Premier Rides        | 1998           |
| New Texas Giant                       | Hybrid Coaster                      | RMC / Gerstlauer     | 2011           |
| Pandemonium                           | Spinning Coaster                    | Gerstlauer           | 2008           |
| Runaway Mine Train                    | Minenachterbahn                     | Arrow Dynamics       | 1966           |
| Runaway Mountain                      | Stahlachterbahn                     | Premier Rides        | 1996           |
| Shock Wave                            | Loopingachterbahn                   | Schwarzkopf          | 1978           |
| Titan                                 | Hyper Coaster                       | Giovanola            | 2001           |
| Wile E. Coyote’s Grand Canyon Blaster | Familienachterbahn                  | Chance Rides         | 2001           |
| Unbekannt                             | Dive Coaster                        | -                    | 2026 (im Bau)  |

### Ehemalige Achterbahnen
| Name        | Typ             | Hersteller                    | Eröffnung | Schließung |
| ----------- | --------------- | ----------------------------- | --------- | ---------- |
| Big Bend    | Stahlachterbahn | Schwarzkopf                   | 1971      | 1979       |
| Cucaracha   | Wilde Maus      | Allan Herschell Company       | 1961      | 1964       |
| Flashback   | Shuttle Coaster | Vekoma                        | 1989      | 2012       |
| La Vibora   | Bobachterbahn   | Intamin                       | 1986      | 2024       |
| Texas Giant | Holzachterbahn  | Dinn Corporation / Gerstlauer | 1990      | 2009       |